# Toimi Pitkänen
Toimi Pitkänen (23 de mayo de 1928-17 de septiembre de 2016) fue un deportista finlandés que compitió en remo.
Participó en cuatro Juegos Olímpicos de Verano entre los años 1952 y 1964, obteniendo dos medallas, bronce en Melbourne 1956 y bronce en Roma 1960. Ganó cuatro medallas en el Campeonato Europeo de Remo entre los años 1955 y 1961.

## Palmarés internacional
| Juegos Olímpicos   | Juegos Olímpicos       | Juegos Olímpicos  | Juegos Olímpicos   |
| Año                | Lugar                  | Medalla           | Prueba             |
| ------------------ | ---------------------- | ----------------- | ------------------ |
| 1956               | Melbourne (Australia)  | Medalla de bronce | Cuatro con timonel |
| 1960               | Roma (Italia)          | Medalla de bronce | Dos sin timonel    |
| Campeonato Europeo |                        |                   |                    |
| Año                | Lugar                  | Medalla           | Prueba             |
| 1955               | Gante (Bélgica)        | Medalla de plata  | Dos con timonel    |
| 1956               | Bled (Yugoslavia)      | Medalla de oro    | Cuatro con timonel |
| 1958               | Poznań (Polonia)       | Medalla de oro    | Dos sin timonel    |
| 1961               | Praga (Checoslovaquia) | Medalla de plata  | Dos sin timonel    |